# 런타임 타입 정보
런타임 타입 정보(RTTI, Run-Time Type Information 또는 Run-Time Type Identification)는 런타임 시 객체의 자료형에 관한 정보를 드러내는 C++ 메커니즘을 가리킨다. RTTI는 간단한 정수나 문자와 같은 자료형 또는 제네릭 타입에 적용할 수 있다. 이것은 타입 인트로스펙션이라고 부르는 더 일반적인 개념의 C++ 특수화이다. 델파이 (오브젝트 파스칼)같은 다른 프로그래밍 언어들에서도 비슷한 메카니즘이 존재한다.
원래 C++ 디자인에서, 비야네 스트롭스트룹은 이 메커니즘이 자주 오용된다고 생각했기 때문에,  RTTI를 포함시키지 않았다.

## 개요
dynamic_cast<> 연산과  typeid 연산자가 C++에서 RTTI를 구성한다. C++ 런타임 타입 정보는 런타임시에 안전한 형 변환과 타입 조작의 수행을 허용한다. RTTI는 오직 다형적인 클래스들에서 사용가능한데, 이것은 적어도 하나의 가상 함수를 갖는다는 것을 의미한다. 실제로 이 점은 만약 이것들이 베이스 포인터에서 지워진 경우, 베이스 클래스들은 (반드시 상속받은 클래스들의 객체들이 적절한 클린업을 수행하게 하는) 가상 소멸자를 가져야 하기 때문에 한계라고 할 수 없다. RTTI는 어떤 컴파일러들에서는 선택사항이다; 프로그래머는 컴파일 시에 함수를 포함할 지를 선택할 수 있다. 프로그램은 이것을 사용하지 않더라도 RTTI를 사용가능하게 만들 리소스 비용이 존재할 것이다.

## typeid
typeid 키워드는 런타임 시에 객체의 클래스를 선택하는데 사용된다. 이것은 std::type_info 객체에 대한 참조를 반환하는데, 프로그램의 종료 시까지 존재하게 된다. 다형성이 사용되지 않은 문맥에서 단지 클래스 정보가 필요한 경우 typeid의 사용은 종종 dynamic_cast<class_type> 보다 선호된다. 왜냐하면 dynamic_cast가 반드시 런타임시에 이것의 인자의 클래스 상속 래티스를 순회해야하는 반면, typeid는 시상수 프로시저이기 때문이다. 반환된 객체의 어떤 면들은 std::type_info::name() 처럼 구현 시에 정의되며, 모든 컴파일러들에서 일정하다고 할 수는 없다.
클래스 std::bad_typeid의 객체들은 널 포인터에서 typeid를 위한 표현이 unary * 연산자를 적용하는 것의 결과일 때 던져진다. 예외가 다른 널 참조 인자에 던져지든지 말든지는 구현에 종속적이다. 즉, p가 널 포인터를 야기하는 어느 표현일 때, 보장되어야 할 예외를 위해 표현은 반드시 typeid(*p) 형태를 취해야 한다.

### 예시
```
#include
 
<iostream>
    // cout

#include
 
<typeinfo>
    // for 'typeid'

class
 
Person
 
{

public
:

   
virtual
 
~
Person
()
 
{}

};

class
 
Employee
 
:
 
public
 
Person
 
{

};

int
 
main
()

{

   
Person
 
person
;

   
Employee
 
employee
;

   
Person
*
 
ptr
 
=
 
&
employee
;

   
Person
&
 
ref
 
=
 
employee
;

   
// The string returned by typeid::name is implementation-defined

   
std
::
cout
 
<<
 
typeid
(
person
).
name
()
 
<<
 
std
::
endl
;
   
// Person (statically known at compile-time)

   
std
::
cout
 
<<
 
typeid
(
employee
).
name
()
 
<<
 
std
::
endl
;
 
// Employee (statically known at compile-time)

   
std
::
cout
 
<<
 
typeid
(
ptr
).
name
()
 
<<
 
std
::
endl
;
      
// Person* (statically known at compile-time)

   
std
::
cout
 
<<
 
typeid
(
*
ptr
).
name
()
 
<<
 
std
::
endl
;
     
// Employee (looked up dynamically at run-time

                                                      
//           because it is the dereference of a

                                                      
//           pointer to a polymorphic class)

   
std
::
cout
 
<<
 
typeid
(
ref
).
name
()
 
<<
 
std
::
endl
;
      
// Employee (references can also be polymorphic)

   
Person
*
 
p
 
=
 
nullptr
;

   
try
 
{

      
typeid
(
*
p
);
 
// not undefined behavior; throws std::bad_typeid

   
}

   
catch
 
(...)
 
{

   
}

   
Person
&
 
pRef
 
=
 
*
p
;
 
// Undefined behavior: dereferencing null

   
typeid
(
pRef
);
      
// does not meet requirements to throw std::bad_typeid

                      
// because the expression for typeid is not the result

                      
// of applying the unary * operator

}

```

결과 (시스템에 따라 정확한 결과는 다르다.):
```
Person
Employee
Person*
Employee
Employee
```

## dynamic_cast 와Java cast
C++의  dynamic_cast 연산자는 클래스 계층에서 참조나 포인터를 더 구체적인 타입으로 다운캐스팅하는데 사용된다.  static_cast와 달리, dynamic_cast 의 대상은 반드시 클래스에 대한 포인터나 참조여야 한다. static_cast 와 C-스타일 타입캐스트(타입 검사가 컴파일 시에 이루어지는)와 달리, 타입 안전 검사는 런타임 시에 수행된다. 만약 타입들이 호환되지 않는다면, 예외가 던져지거나(참조를 다룰 때) 널 포인터가 반환될(포인터를 다룰 때) 것이다.
자바 타입캐스트도 비슷하게 동작한다; 만약 던져진 객체가 실제로 대상 타입의 인스턴스가 아니고, 인스턴스인 언어로 정의된 방식으로 변환되지 못한다면,  java.lang.ClassCastException 의 인스턴스가 던져질 것이다.

### 예시
몇몇 함수가 타입 A의 객체를 인자로 받으며, 만약 전달받은 객체가 B의 인스턴스이고, A의 서브클래스라면, 몇몇 추가적인 연산을 수행하길 바란다고 가정하자. 이것은 다음과 같이 dynamic_cast 를 사용함으로써 달성될 수 있다.
```
#include
 
<typeinfo>
 // For std::bad_cast

#include
 
<iostream>
 // For std::cout, std::err, std::endl etc.

class
 
A
 
{

public
:

    
// Since RTTI is included in the virtual method table there should be at least one virtual function.

    
virtual
 
~
A
()
 
{
 
};

    
void
 
methodSpecificToA
()
 
{
 
std
::
cout
 
<<
 
"Method specific for A was invoked"
 
<<
 
std
::
endl
;
 
};

};

class
 
B
 
:
 
public
 
A
 
{

public
:

    
void
 
methodSpecificToB
()
 
{
 
std
::
cout
 
<<
 
"Method specific for B was invoked"
 
<<
 
std
::
endl
;
 
};

    
virtual
 
~
B
()
 
{
 
};

};

void
 
my_function
(
A
&
 
my_a
)

{

    
try
 
{

        
B
&
 
my_b
 
=
 
dynamic_cast
<
B
&>
(
my_a
);
 
// cast will be successful only for B type objects.

        
my_b
.
methodSpecificToB
();

    
}

    
catch
 
(
const
 
std
::
bad_cast
&
 
e
)
 
{

        
std
::
cerr
 
<<
 
"  Exception "
 
<<
 
e
.
what
()
 
<<
 
" thrown."
 
<<
 
std
::
endl
;

        
std
::
cerr
 
<<
 
"  Object is not of type B"
 
<<
 
std
::
endl
;

    
}

}

int
 
main
()

{

    
A
 
*
arrayOfA
[
3
];
          
// Array of pointers to base class (A)

    
arrayOfA
[
0
]
 
=
 
new
 
B
();
   
// Pointer to B object

    
arrayOfA
[
1
]
 
=
 
new
 
B
();
   
// Pointer to B object

    
arrayOfA
[
2
]
 
=
 
new
 
A
();
   
// Pointer to A object

    
for
 
(
int
 
i
 
=
 
0
;
 
i
 
<
 
3
;
 
i
++
)
 
{

        
my_function
(
*
arrayOfA
[
i
]);

        
delete
 
arrayOfA
[
i
];
  
// delete object to prevent memory leak

    
}

}

```

콘솔 결과:
```
Method specific for B was invoked
Method specific for B was invoked
Exception std::bad_cast thrown.
Object is not of type B
```

my_function의 비슷한 버전이 참조 대신 포인터로 쓰여질 수 있다:
```
void
 
my_function
(
A
*
 
my_a
)

{

    
B
*
 
my_b
 
=
 
dynamic_cast
<
B
*>
(
my_a
);

    
if
 
(
my_b
 
!=
 
nullptr
)

        
my_b
->
methodSpecificToB
();

    
else

        
std
::
cerr
 
<<
 
"  Object is not B type"
 
<<
 
std
::
endl
;

}

```

## 같이 보기
- 반영 (컴퓨터 과학)